# محيط تثيس البدائي
محيط تثيس البدائي (بالإنجليزية: Proto-Tethys Ocean) محيط قديم كان موجودًا منذ اواخر العصر الإدياكاري حتى العصر الفحمي (550-330 مليون سنة مضت).